# Zerffi Gusztáv
Zerffi Gusztáv (született: Hirsch Gusztáv, Buda, 1820. május 21. – Chiswick, Anglia, 1892. január 28.) zsidó származású magyar hírlapíró, történész.

## Életútja
Zerffi Gyula István hannoveri származású zsidó orvos fiaként született. 1839-től Bécsben színészkedett. Hogy mikor vette fel a Zerffi nevet, bizonytalan; már 1844 és 1846-ban jelentek meg külföldön német munkái. Neve nálunk 1846-ban tűnt fel, amikor a Honderűben Irodalmi levelek dr. Laube Henrikhez Lipcsében címmel "Zerffi I. G. egy magyar lyrikus" aláírással cikksorozatot közölt, támadta a korabeli népies irányt, valamint Szigligeti Edét és Czakó Zsigmondot. 
Megindította 1848. április 6-án Pesten Nádaskay Lajossal a Reform című szépirodalmi hetilapot, mint a Honderű folytatását (mely eleintén hetenként kétszer jelent meg, július 1-től mint politikai lap hatszor és megszűnt azon év augusztus 6-án). 1849. január 30-tól főhadnagy, február 23-tól pedig mint százados volt számvevő tiszt a Központi Mozgó Sereg (II. hadtest) kötelékében. Májusban beállott honvédnek Schweidel József táborába, ahol a tábornoknak százados segédtisztje volt. 1849 májusától a Der Ungar című lapot szerkesztette Pesten, majd júliustól a Südungarische Granzbotét Pancsován. Ugyanebben az évben Belgrádba menekült és a francia konzul szolgálatába állott. 
1849 novemberétől 1865 elejéig a bécsi titkosrendőrség fizetett ügynöke volt. Azon dolgozott, hogy a nemzetközi forradalmi emigrációt, főként Kossuth Lajos körét megbontsa, lejárassa és kulcsembereit tönkretegye. Kossuth munkáiból német nyelvű kiadást is jelentetett meg (Gesammelte Werke Kossuth-s, I – III. kötet, Lipcse, 1850–51) a beleegyezése nélkül. 
1850-ben Konstantinápolyba ment, 1852-ben Párizsba költözött, 1853-ban Londonba, ahol tagja volt a Royal Medical College-nek és egy ideig titkára volt a Kinkel Gottfried elnöklete alatti Deutscher Nationalvereinnak. 1863-ban még Londonban tartózkodott. Becsületsértési per miatt Bukarestbe kellett menekülnie, ahol Dr. Fausti névvel Ausztria ellenes leveleket irogatott az Allgemeine Zeitungnak. Vándorlásai közben állandó levelezésben állott különféle hírlapokkal. 1868-tól haláláig tanított a londoni iparművészeti főiskolán. 1874-ben az Angol Királyi Történelmi Társulat megválasztotta tagjává, 1880 és 1885 között pedig elnöke is volt.

## Munkái
- Wiener Lichtbilder und Schattenspiele. l. Bändchen. Mit 12 Caricaturbildern. Wien, 1844
- Kunterbunt. Leipzig, 1846. Két kötet. (Ujabb kiadás Leipzig, 1847)
- Wespen. Zeitgemäsz ! Wahr ! Wahrscheinlich. Für Vernunft und Recht ! 1. Lief. Pesth, 1846
- Mátyás fia mint Corvin és törvénytelen vér. Kritikai adalék irodalmunk erkölcstörténetéhez. Mellékl. a Honderühez. Buda, 1847
- Mártius 15-ke. 1848. Pesten. Egy lap néptörténet. Pest, 1848. (Németűl Pest, 1848)
- Gesammelte Werke Kossuth's Aus dem Ungarischen übersetzt und herausgegeben. Leipzig, 1850-51. Három kötet. (Europäische Bibliothek der belletristischen Literatur)